# Hôtel de préfecture d'Eure-et-Loir
L'hôtel de préfecture d'Eure-et-Loir est composé de deux bâtiments situés à Chartres, dans le département français d'Eure-et-Loir : le premier bâtiment est un hôtel particulier, l'hôtel de Ligneris, datant de 1795. Il est situé 2 rue Collin-d'Harleville et constitue depuis 1821 le siège historique de la préfecture et l'hôtel du préfet ; le second bâtiment est un immeuble moderne datant de 1979 situé place de la République, destiné à l'accueil du public et aux services préfectoraux.

## Historique
Lors de la création du corps préfectoral, le premier hôtel de préfecture fut d'abord installé dans le palais épiscopal auprès de la cathédrale (aujourd’hui musée des Beaux-Arts). En 1811, l'état donne l’immeuble au département dans lequel l'empereur Napoléon et son épouse Joséphine séjournèrent cette année-là entre les 2 et 4 juin.
En 1821, le diocèse de Chartres, supprimé vingt ans auparavant est rétabli. L'église reprend alors possession du palais épiscopal. Le préfet loue une maison privée située rue de l'Ortie (rebaptisée plus tard rue Collin-d'Harleville) appartenant à madame Dutemple de Mézières dans lequel il s’installe.
L'année suivant, en 1823, l'État achète la demeure ainsi que la résidence voisine, propriété du marquis de Ligneris dont le nom est resté attaché à la résidence du préfet.
Dans les années 1970, les locaux vétustes de l'hôtel de Ligneris ne suffisant plus à accueillir l'ensemble des services préfectoraux, on songe alors à construire un nouvel immeuble place de la République, sur un terrain acheté par l'État à la ville de Chartres ,.
Le nouveau bâtiment destiné à recevoir les services administratifs et l'accueil du public, est construit entre 1975 et 1979. Il est l'œuvre des architectes Daniel Badani, Pierre Roux-Dorlut et Dominique Maunoury,.

## Architecture

### Hôtel de Ligneris
L'hôtel de Ligneris étant bordé à l'ouest par les anciens remparts de la ville, le mur d'enceinte et son chemin de ronde présente une tourelle dite de « Courtepinte ».

### Préfecture d'Eure-et-Loir

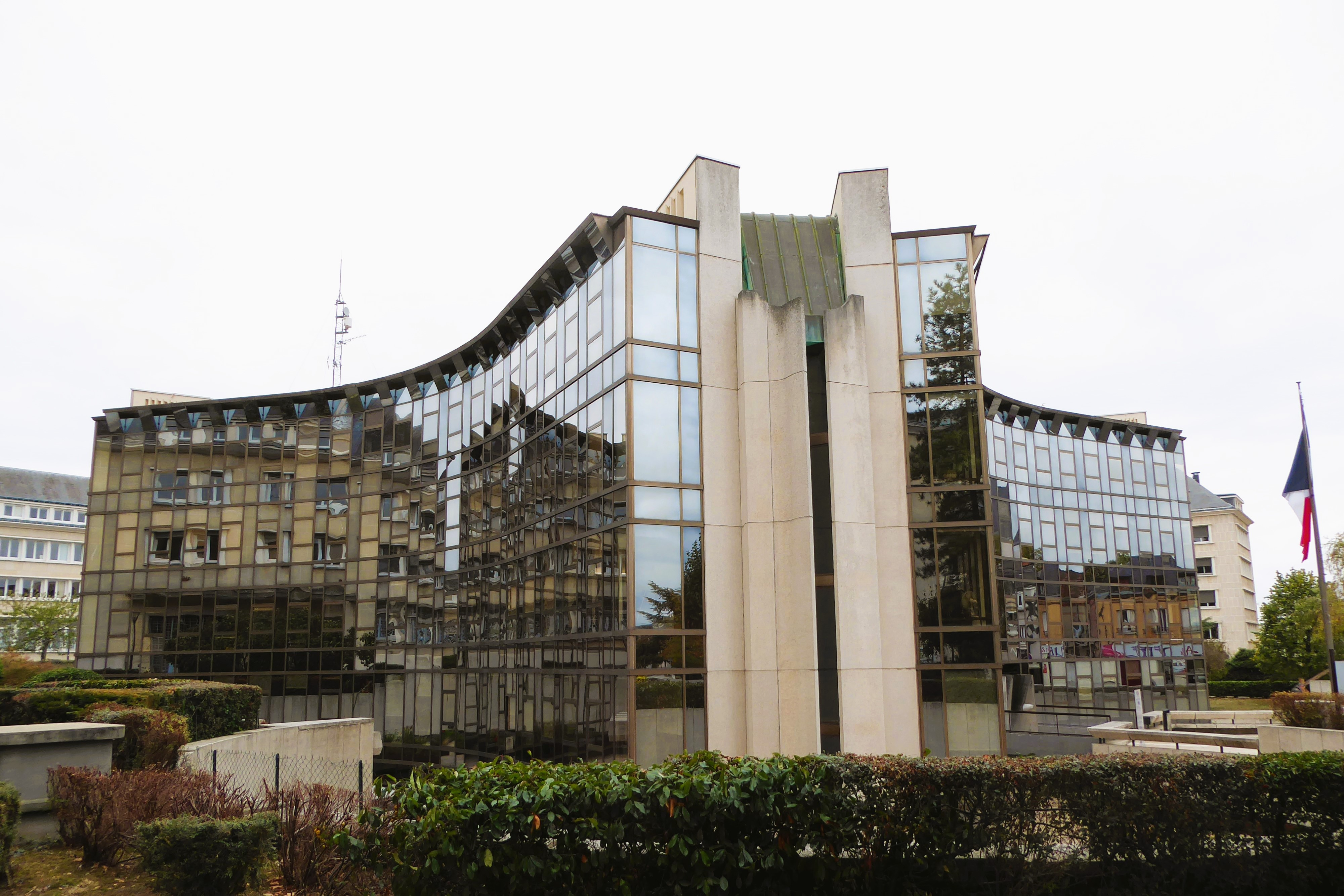
L'édifice de 1979.

L'édifice est situé rue du Général-Koenig, place de la République, au sein de la cité administrative. Il bénéficie depuis 2016 du label Architecture contemporaine remarquable. 
La plaque apposée devant le bâtiment précise :

« La silhouette et le plan de la Préfecture de Chartres apparaissent comme une réinterprétation moderne du château fort : douves, meurtrières, merlon.
L'aménagement intérieur et le mobilier sont pensés avec soin dans un esprit qui rappelle le gothique, notamment dans les piliers qui entourent l'ascenseur central.
Les autres bâtiments proposent une élévation sobre se terminant par une toiture à double pentes, en ardoise, caractéristique du Val de Loire. »

## Hôtels des sous-préfectures d'arrondissement
Les trois sous-préfectures d'Eure-et-Loir sont situées à Châteaudun, Dreux et Nogent-le-Rotrou.

Hôtels des sous-préfectures
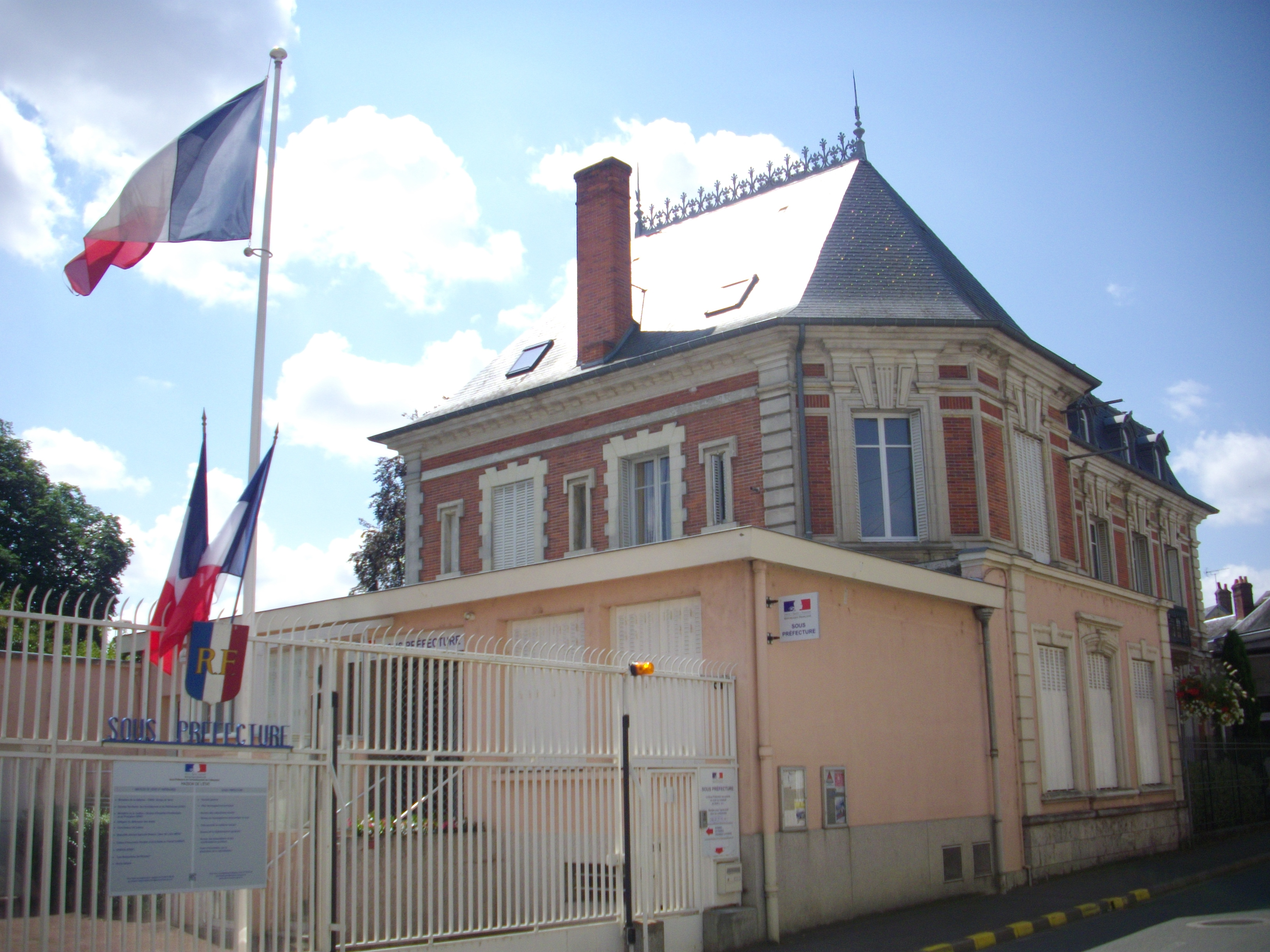
Châteaudun 25, rue Jean Moulin.
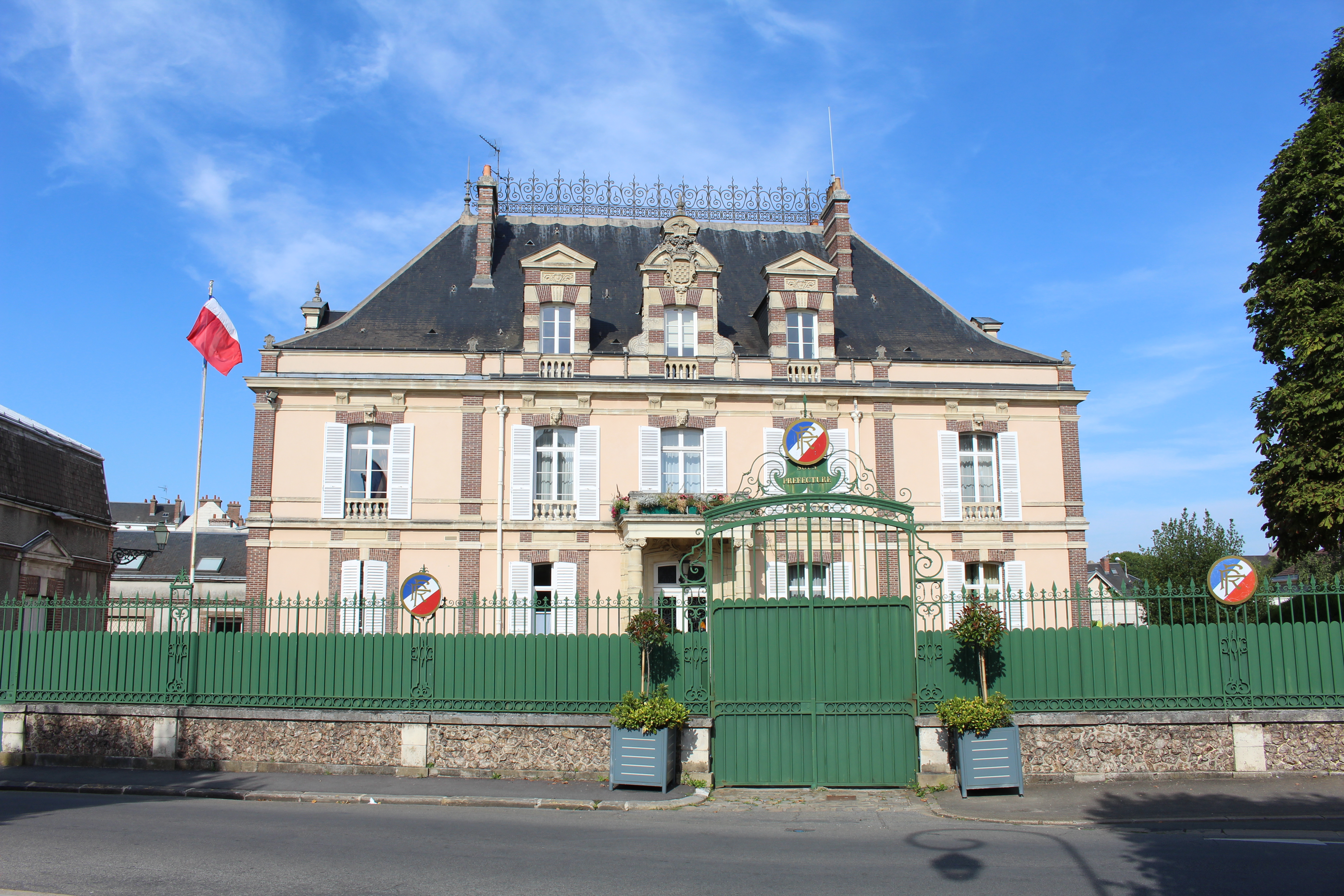
Dreux 2-4, rue des Capucins (ancien hôtel de Thourette).
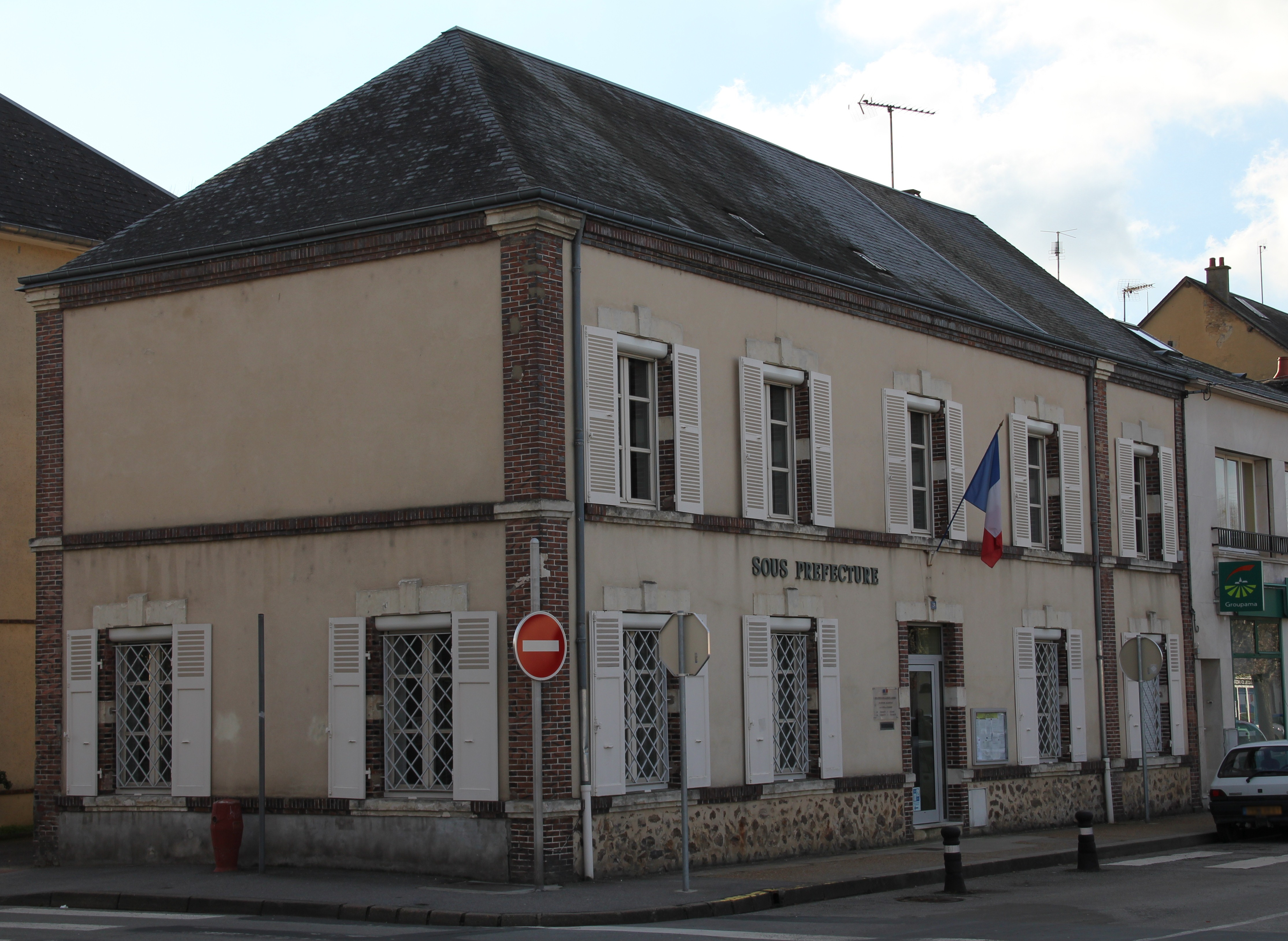
Nogent-le-Rotrou 29, rue Abbé Beulé.